# Balsaminväxter
Balsaminväxter (Balsaminaceae) är en växtfamilj med ungefär 900 - 1100 arter uppdelade i fyra släkten. Det finns både ett- och fleråriga balsaminväxter. De finns vildväxande i tempererade och tropiska områden i Nordamerika, Asien, Europa och Afrika. Det mest välkända släktet är troligen balsaminsläktet dit bland annat krukväxterna flitiga Lisa (Impatiens walleriana) och lyckliga Lotta (Impatiens hawkeri) hör.
I äldre klassificeringssystem ingick balsaminväxterna i ordningen Geraniales. Nyare fylogenetiska system, såsom Angiosperm Phylogeny Group placerar familjen i ordningen Ericales.
- Wikimedia Commons har media som rör Balsaminväxter.